# Lorem ipsum

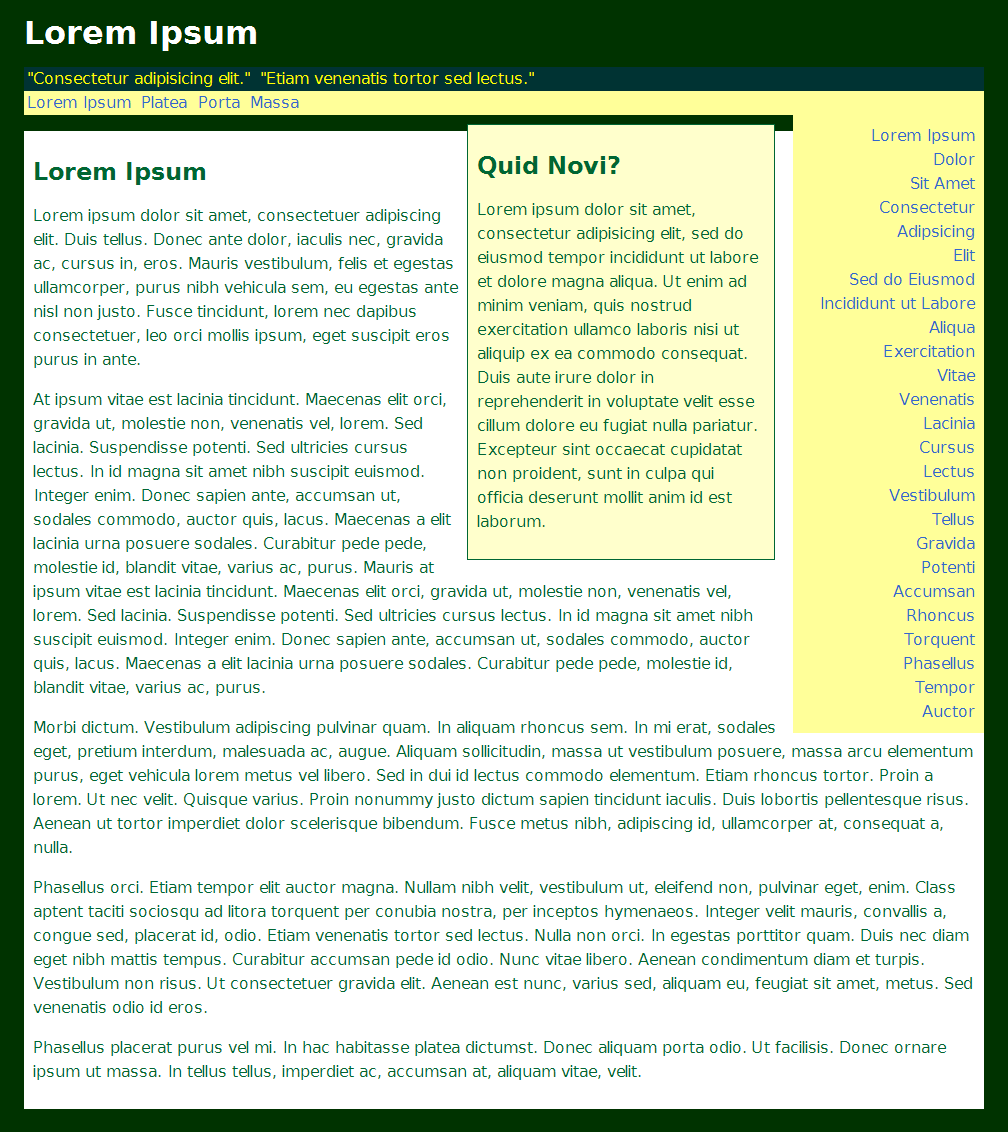
Lorem ipsum utilizado para demonstrar o layout gráfico de uma página web

A expressão Lorem ipsum em design gráfico e editoração é um texto padrão em latim utilizado na produção gráfica para preencher os espaços de texto em publicações (jornais, revistas, e sites) para testar e ajustar aspectos visuais (layout, tipografia, formatação, etc.) antes de utilizar conteúdo real. Também é utilizado em catálogos tipográficos, para demonstrar textos e títulos escritos com as fontes.

## Composição
Em sua forma mais comum, o texto é como se segue:
"Lorem ipsum dolor sit amet, consectetur adipiscing elit. Etiam eget ligula eu lectus lobortis condimentum. Aliquam nonummy auctor massa. Pellentesque habitant morbi tristique senectus et netus et malesuada fames ac turpis egestas. Nulla at risus. Quisque purus magna, auctor et, sagittis ac, posuere eu, lectus. Nam mattis, felis ut adipiscing."
Nos países de língua inglesa o texto apresenta-se em forma um pouco diferente, apresentada a seguir:
"Lorem ipsum dolor sit amet, consectetur adipisicing elit, sed do eiusmod tempor incididunt ut labore et dolore magna aliqua. Ut enim ad minim veniam, quis nostrud exercitation ullamco laboris nisi ut aliquip ex ea commodo consequat. Duis aute irure dolor in reprehenderit in voluptate velit esse cillum dolore eu fugiat nulla pariatur. Excepteur sint occaecat cupidatat non proident, sunt in culpa qui officia deserunt mollit anim id est laborum." 

## História
A expressão Lorem ipsum não é um texto qualquer. Richard McClintock, professor de latim na Hampden-Sydney College, na Virgínia, pesquisou uma das palavras da passagem do texto  lorem ipsum na literatura clássica, "consectetur", descobriu que o trecho vem das seções 1.10.32 e 1.10.33 do "De Finibus Bonorum et Malorum" (Os extremos do bem e do mal) escrito por Cícero em 45 a.C. Esse livro versa sobre a teoria da ética, tendo sido muito consultado durante o período da Renascença. A primeira linha, "Lorem ipsum dolor sit amet...", encontra-se na seção 1.10.32.

## Onde encontrar e uso
Em documentos utilizados para testes, este tipo de texto é utilizado para evitar que as pessoas foquem a atenção no texto e se concentrem nos aspectos visuais. O lorem ipsum simula com razoável fidelidade um texto real, por possuir palavras de diversos tamanhos e sinais de pontuação, permitindo testar também a forma como o texto flui nas caixas e campos de formatação.
Você pode encontrá-lo em editores de texto, tais como o HQ Sublime; basta digitar <Lorem e pressione TAB e. no Microsoft Word, basta digitar "=Lorem(x,y)" onde x é o número de parágrafos desejado e y é o número de frases para cada parágrafo. No LibreOffice Writer ele pode ser inserido pelo menu "Ferramentas", em "Autotexto", selecionando "Padrão", e então "Lorem Ipsum".